# Молотків

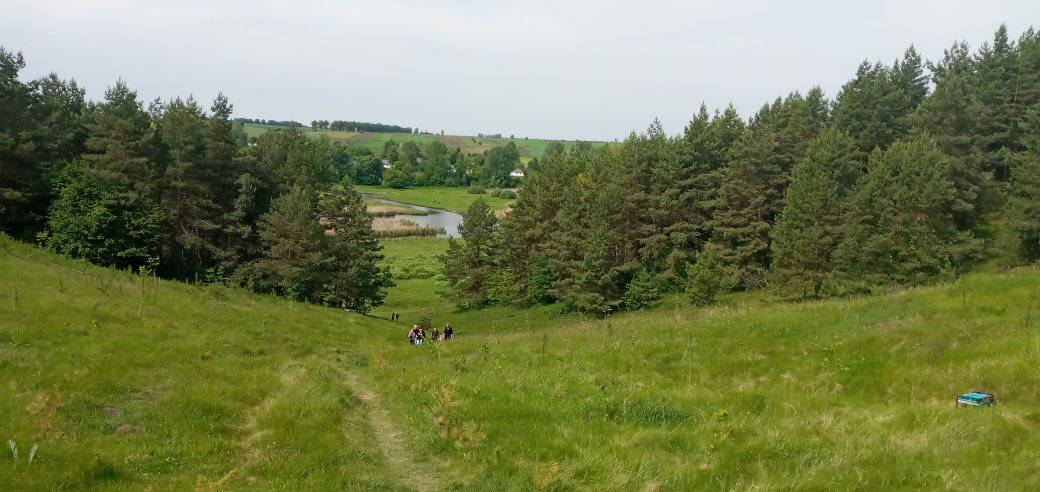
Річка Жердь біля с. Молотків

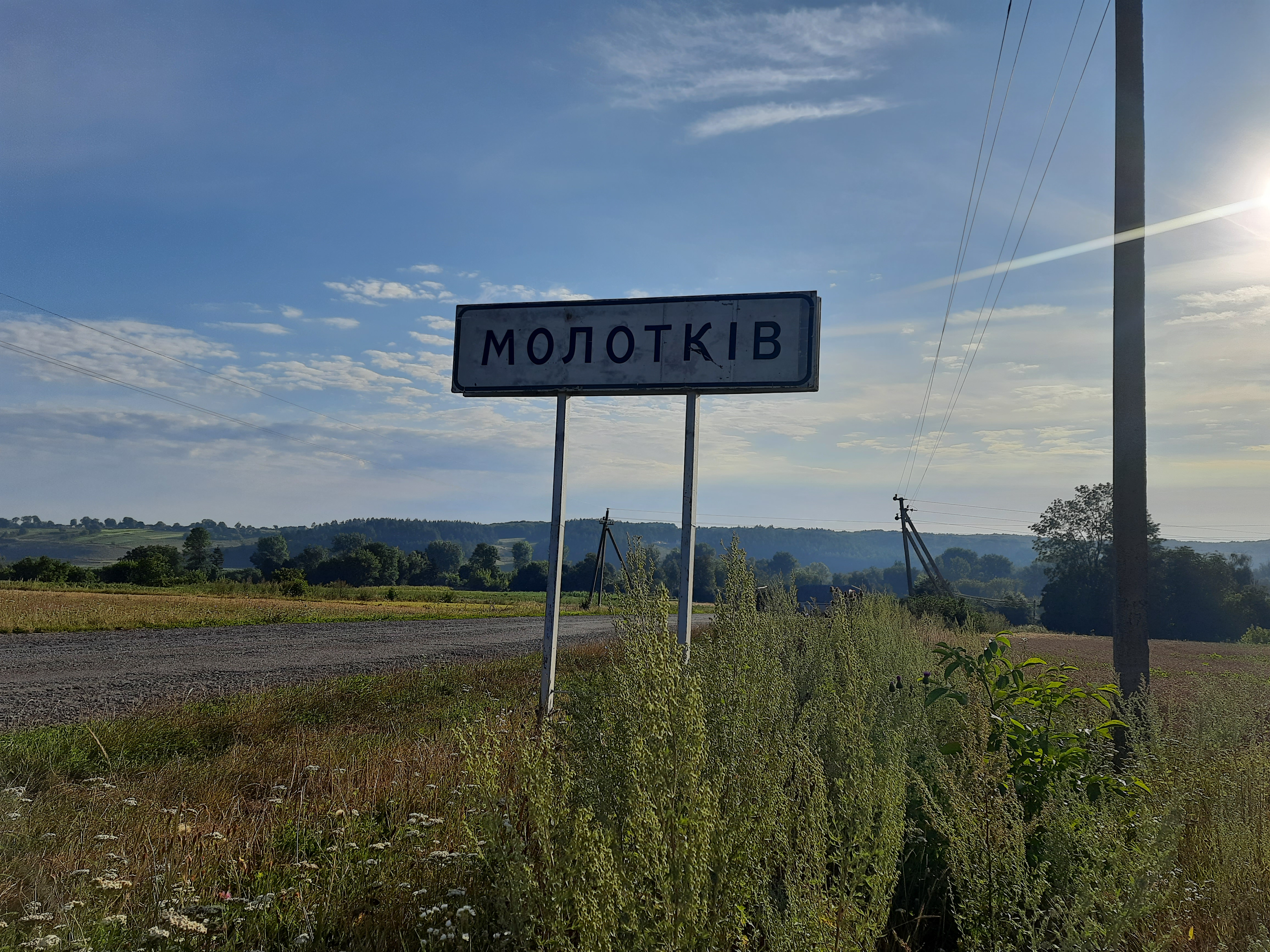
Дорожній знак при в'їзді в село

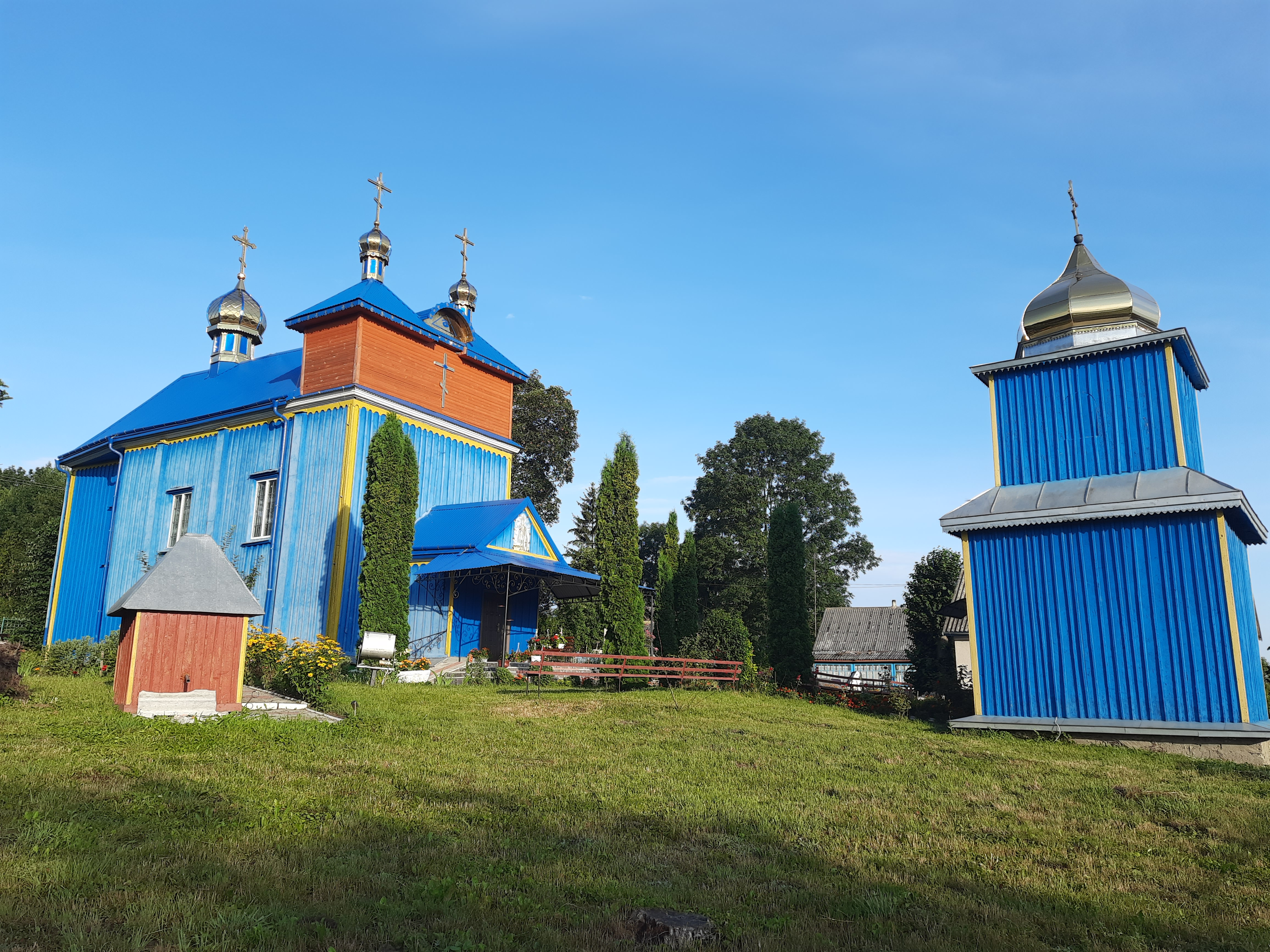
Церква святого великомученика Юрія Переможця

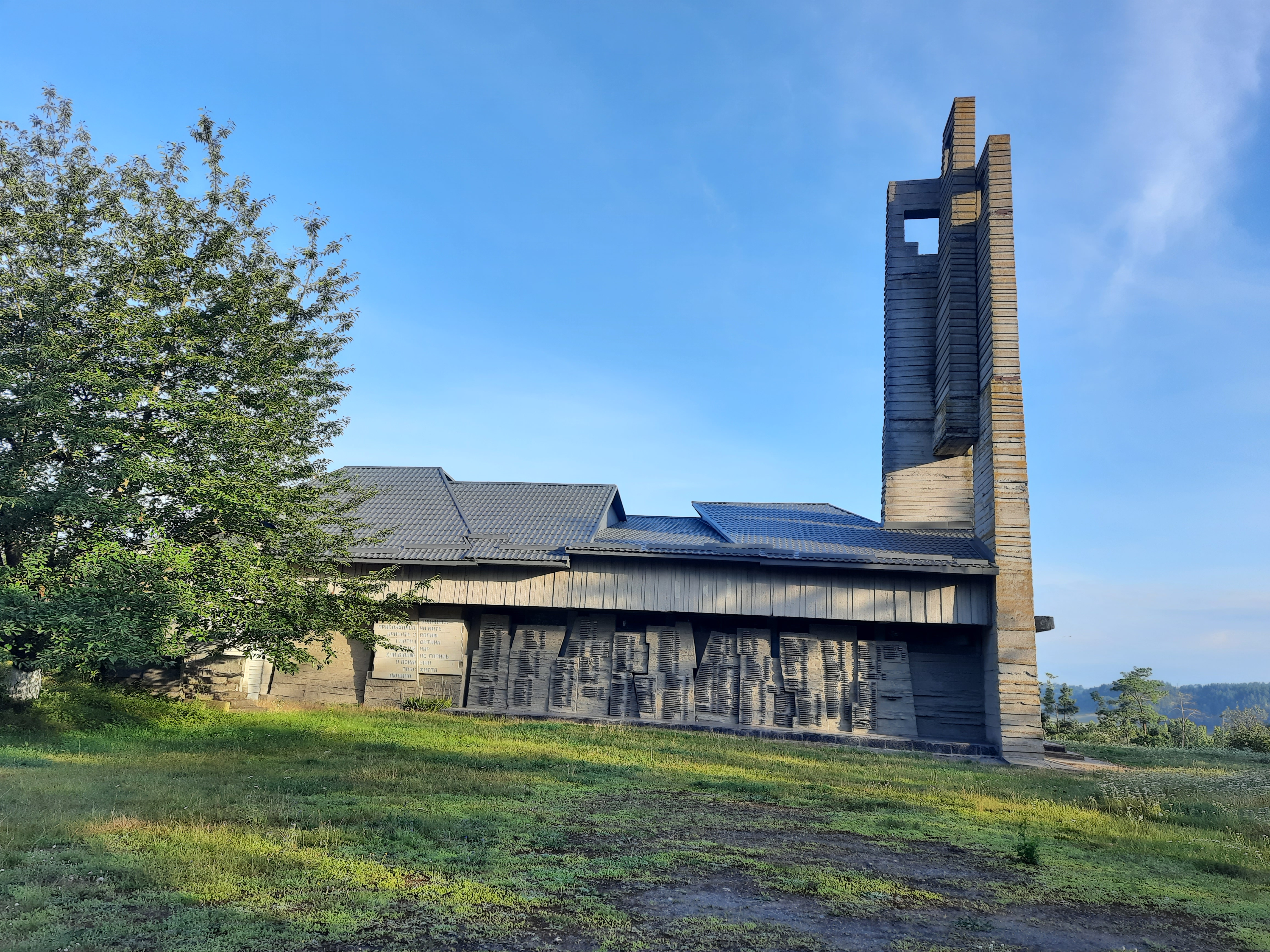
Музей жертв фашизму

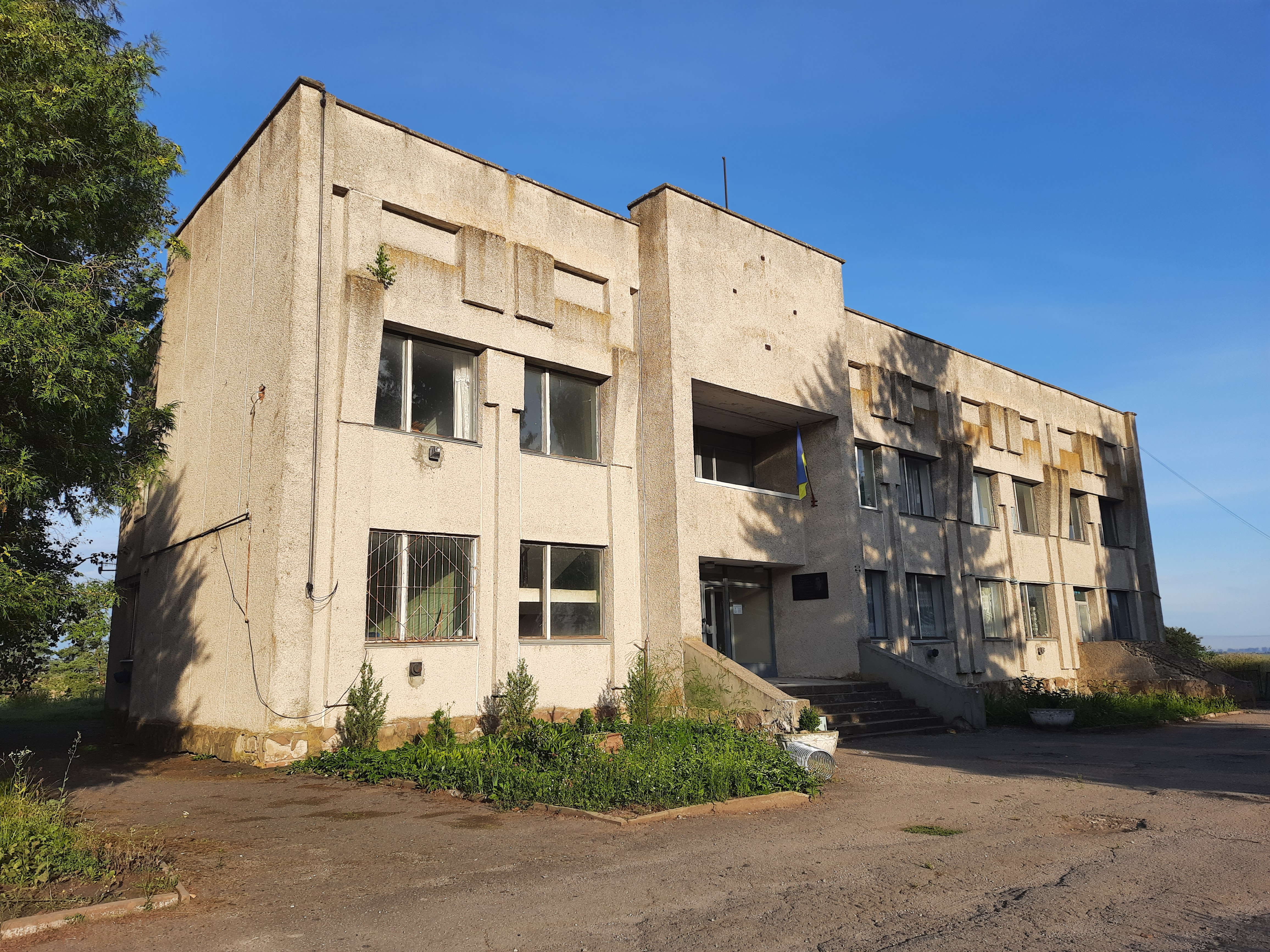
Будинок культури

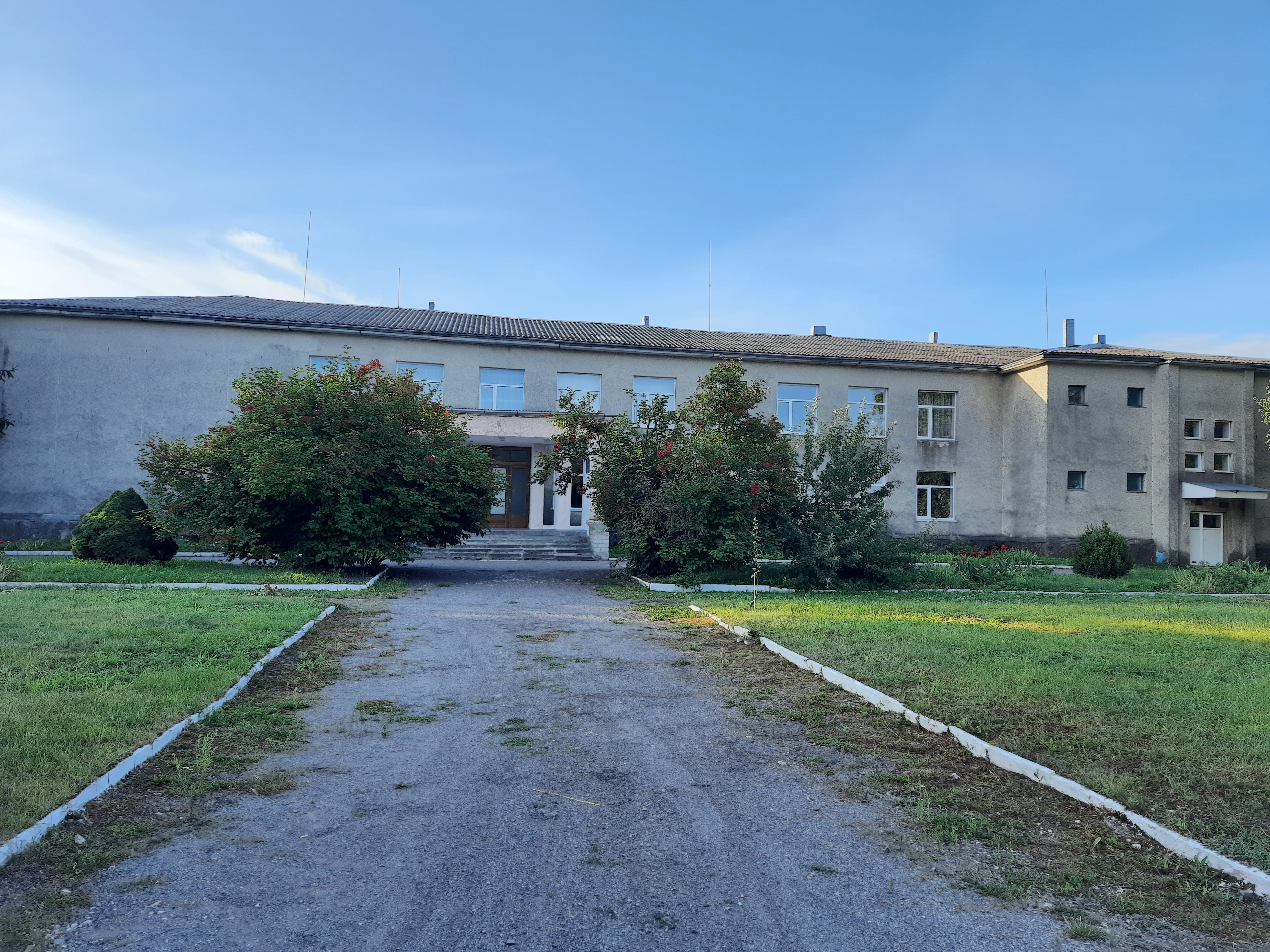
Школа

Моло́тків — село в Україні, у Лановецькій міській громаді Кременецького району Тернопільської області. Розташоване на річці Жердь, на сході району. До села приєднано хутори За казармою, Мілкий, Нарокитний, Під полями, Під Оришківцями, Під Осниками.  До 2020 центр Молотківської сільської ради, якій було підпорядковане село Осники. 
Населення — 649 осіб (2003). Є 2 ставки.

## Історія
Перша писемна згадка — 1584 як Молодкове, згідно з актовими книгами Кременецького земського суду.  11 липня – запис про укладення договору між волинським воєводою князем Янушем Острозьким і панами Білецькими в справі повернення підданих із маєтків Ванджулова (нині с. Ванжулів), Молодкове і Немиринці (нині село Хмельницької області) на випадок їхньої втечі в маєтки князя в містах Чуднове і Полонне (док. № 40, арк. 47 зв.).
1629 Молотків спалили турецько-татарські орди, тут залишилося тільки 29 «димів» (хат).
Попередня до сучасної церква могла бути зведена у XVII ст. Збережена дерев'яна церква під титулом Святого Великомученика Георгія Побідоносця збудована у 1784 році коштом уніатського священика Михайла Стебельського.
Після того, як 1793 із Західною Волинню село відійшло до Російської імперії, його подарували генералові Лопатіну, який жив у місті Смоленськ (нині РФ), у Молоткові мав 600 десятин землі. До 1-ї світ. війни у його будинку в Молоткові зберігалися оригінали портретів гетьмана І. Виговського та його дружини.
Діяли «Просвіта», «Сільський господар» та інші товариства, драматичний гурток. 
На 1936 рік село входило до ґміни Білозірка Кременецького повіту. 
До вересня 1939 по річці Жердь пролягав кордон між СРСР і Польщею (нині — межа Тернопільської та Хмельницької областей). У міжвоєнний період в селі дислокувалась прикордонна стражниця KOP „Mołotków”.
29 квітня 1943 німецькі нацисти спалили Молотків (залишилася церква, школа і 5 хат із 358), вбили 617 осіб (у тому числі 92 дітей і священика Я. Юхновського).
Літопис УПА (том 1 стор.23): «Коли на Крем'янеччині спалили село Молотків і вистріляли майже все тамошнє населення, за пару днів пізніше повітовий відділ жандармерії, що їхав автами, був знищений і там був вбитий шеф поліції, офіцер СС». Ось така відплата була здійснена гітлерівцям за спалення Молоткова.
В УПА воювали місцеві жителі Петро Антонюк, Павло Березюк (1924–1946), Никифор Ґонта (1921–1945), Василь (1916–1943) і Семен (1920–1943) Загорські, Дмитро Кравчук (1922–1943), Сергій Кучер (1898 р. н.), Трохим Лівінський (1926–1953), Іван Лірчук («Крига»; 1927–1946), Теодозій Махлайчук (1922–1943), Панас Мельник («Шарпак»; 1924 р. н.), Петро (1924–1943) і Пилип (1921–1946) Мельничуки, два Петри (1922–1943 і «Вовк»; 1928 р. н.) та Степан (1904–1943) Нікончуки, Петро Остапчук (1923–1943), Іван (1924–1943), Пилип (1922–1947) і Харитон (1923–1943) Пальчасті, Іван Потоза (1923–1946), Михайло Рачук (1916–1989), Іван Рижак (1922–1943), два Петри (1922–1944; 1923–1943), Каленик (1921–1943) і Трохим (1921 р. н.) Рудюки, Дмитро Скакун (1921 р. н.), Феодосій Собчук (1921 р. н.), Микола Ткачук (1921–1943), Юрій Церковнюк; зв’язковою УПА була Ганна Саржевська (1925 р. н.), санітаркою – Пелагія Березюк (1926–1945);
З 2014 року в селі діє волонтерський центр для допомоги ЗСУ.
У селі проходить пісенний фестиваль «Молотківський лелека».
12 червня 2020 року, відповідно до розпорядження Кабінету Міністрів України № 724-р «Про визначення адміністративних центрів та затвердження територій територіальних громад Тернопільської області» увійшло до складу Лановецької міської громади.
19 липня 2020 року, в результаті адміністративно-територіальної реформи та ліквідації Лановецького району, село увійшло до складу Кременецького району.
17 червня 2022 у селі  офіційно відкрився літній військово-патріотичний табір «Подільсько-Волинська січ». Табір організували ГО «Десантно-козацький рій» спільно з благодійним фондом «Подільсько-Волинська січ» під керівництвом Володимира Мосейка.
29 квітня 2023 року найбільшу трагедію в історії Ланівецької громади вшанували хресною ходою, молитвою та покладанням квітів до меморіалу.

## Пам'ятки

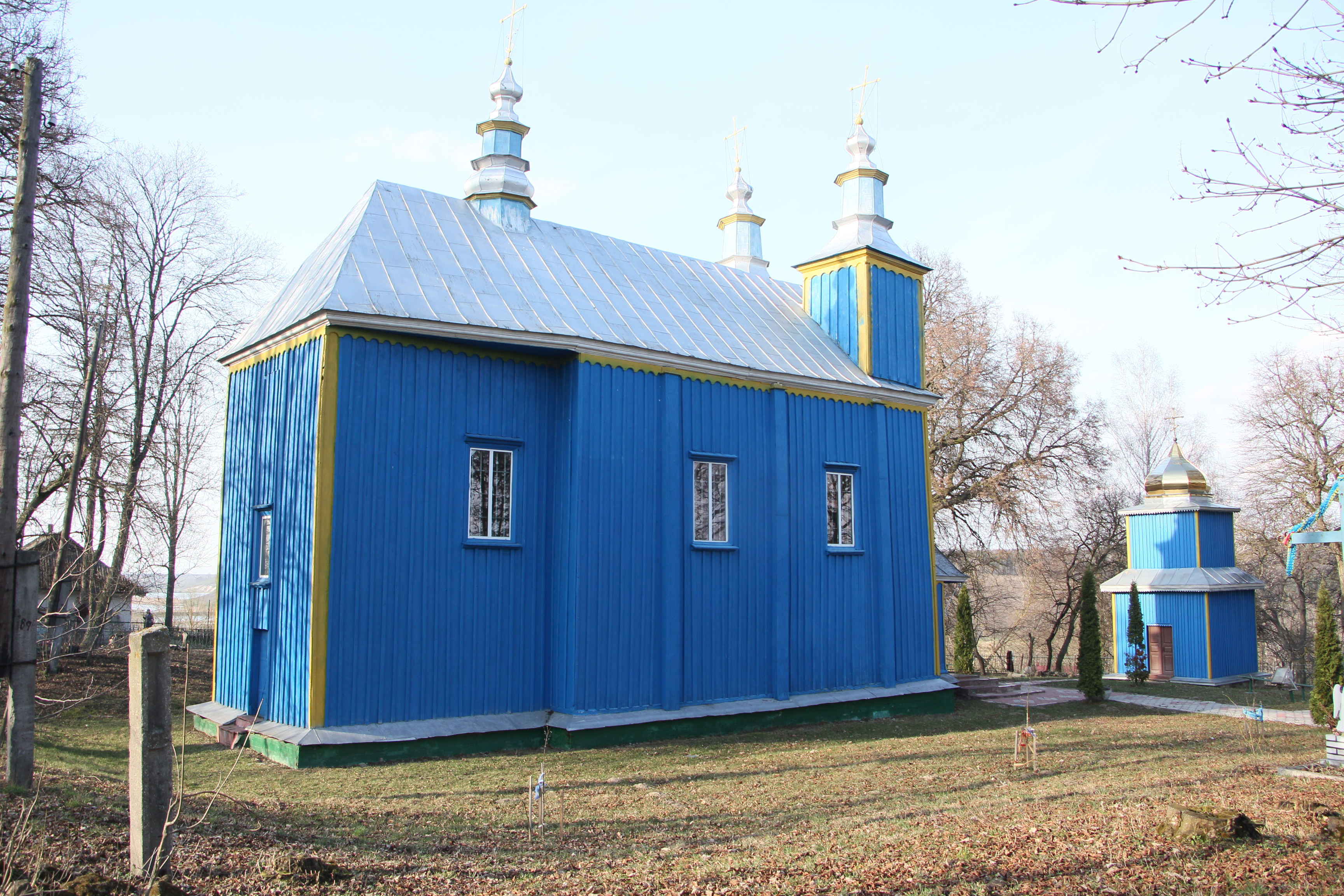
Дерев'яна церква

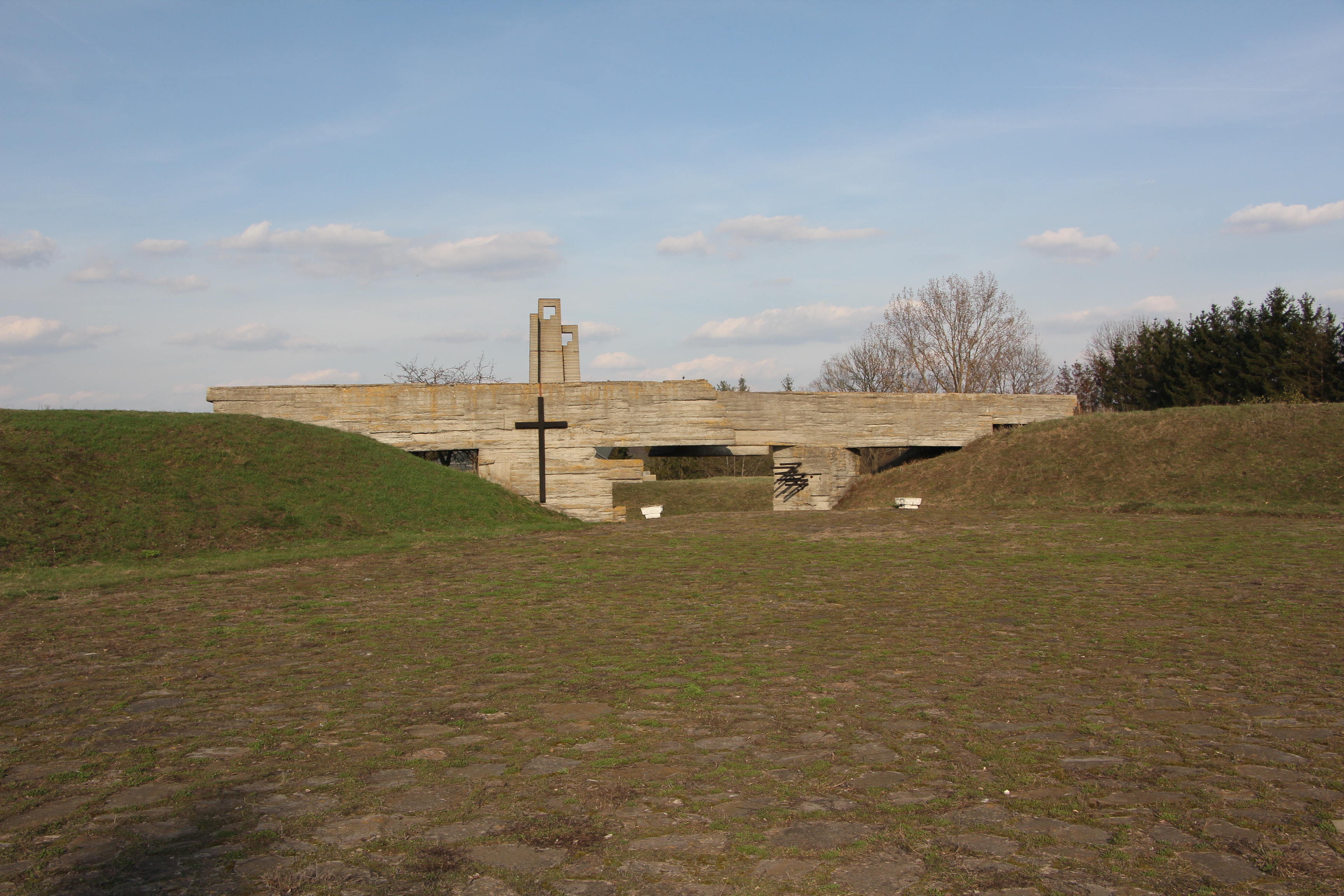
Меморіальний комплекс загиблим односельчанам

1858 побл. М. виявлено скарб срібних монет.
Є церква святого великомученика Юрія Переможця (1784, дерев'яна). Споруджено меморіальни комплекс «жертвам фашизму» та односельцям, полеглим у німецько-радянській війні (1985, архіт. І. Осадчук, скульп. Б. Рудий) із пам'ятним знаком на місці кузні, де гітлерівці живцем спалили 16 осіб, символічною вулицею (на якій розташовані пам'ятник Скорботній Матері, обгорілий дуб, символічні залишки будинків),Меморіальний  комплекс-музей «Молотківська трагедія»  (започаткований І. Мельничук), 3 пілони над яким символізують сім'ю -батька, матір і дитину.
На Стіні Пам'яті — перелік замучених, розстріляних і спалених, поруч — скульптура воїна; на цвинтарі насипана братська могила 22-м воякам УПА, полеглим у Молоткові 29 квітня 1943. Також 1985 на пам'ять про загиблих посаджено 617 беріз обабіч дороги до села.
1-й пам'ятник полеглим односельцям (1967) реконструйований на пам'ятник на честь 10-річчя незалежності України.
29 квітня 2018 року відбулося відкриття  пам’ятного знака «Усім патріотам, загиблим за волю України».

## Соціальна сфера
Діють загальноосвітня школа І-ІІ ступенів, бібліотека, ФАП, дитячий садок «Сонечко».

## Транспорт
Через Молотків прямують два рейсових автобуси — сполученням Тернопіль — Теофіполь, Тернопіль — Хмельницький.

## Відомі люди

### Народилися
- Богдан Мельничук — письменник, редактор, журналіст, краєзнавець
- Мельничук Ярослав Іванович — письменник, драматург, режисер, продюсер
- І. Мельничук — історик і краєзнавець
- В. Остапчук — дипломат
- Володимир Мосейко - громадський діяч
- Руслан Пасічник (07.06.1984 - 17.11.2022) — український військовослужбовець, старший солдат Збройних сил України, учасник російсько-української війни[16][17].

## Галерея

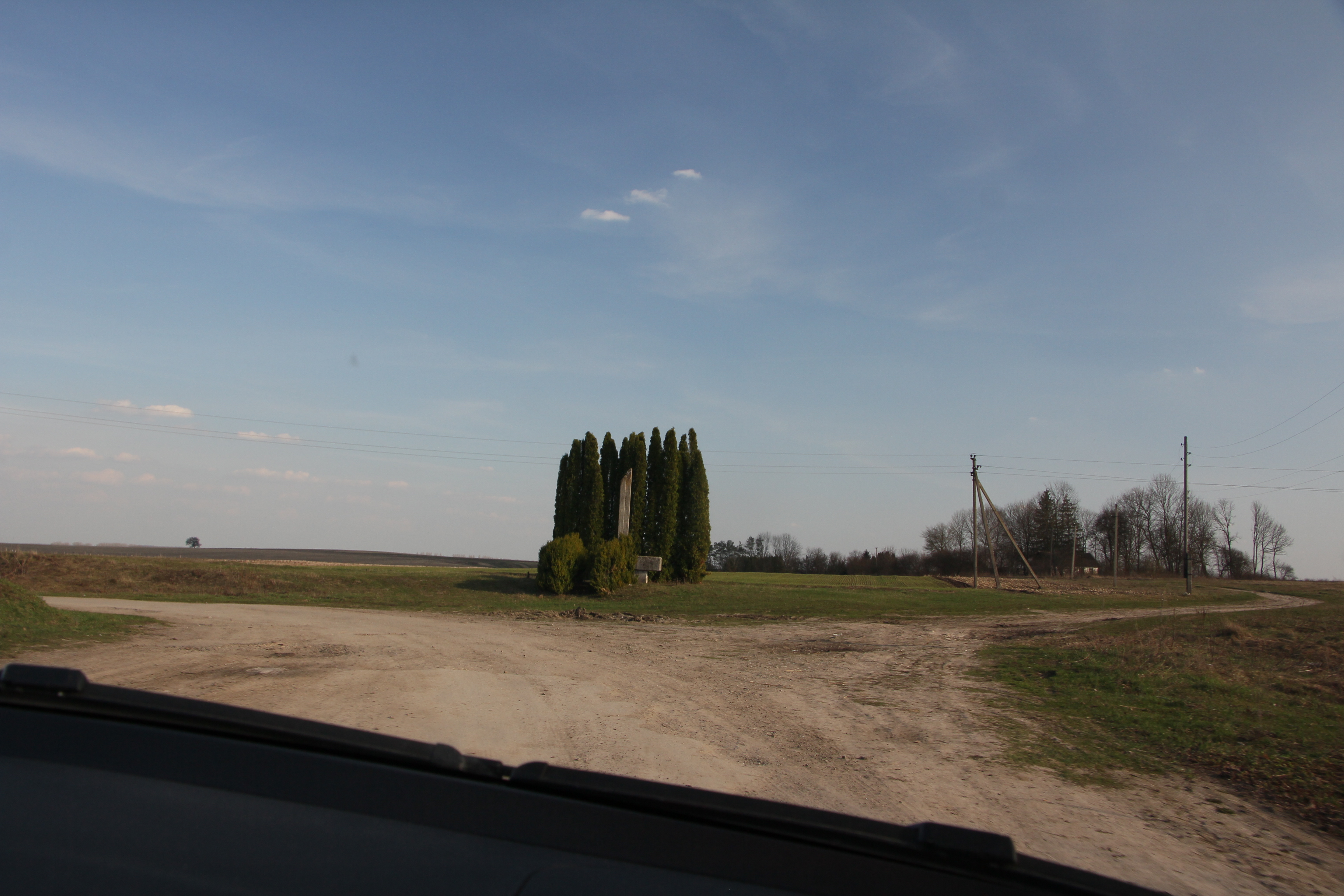
В'їзд у село
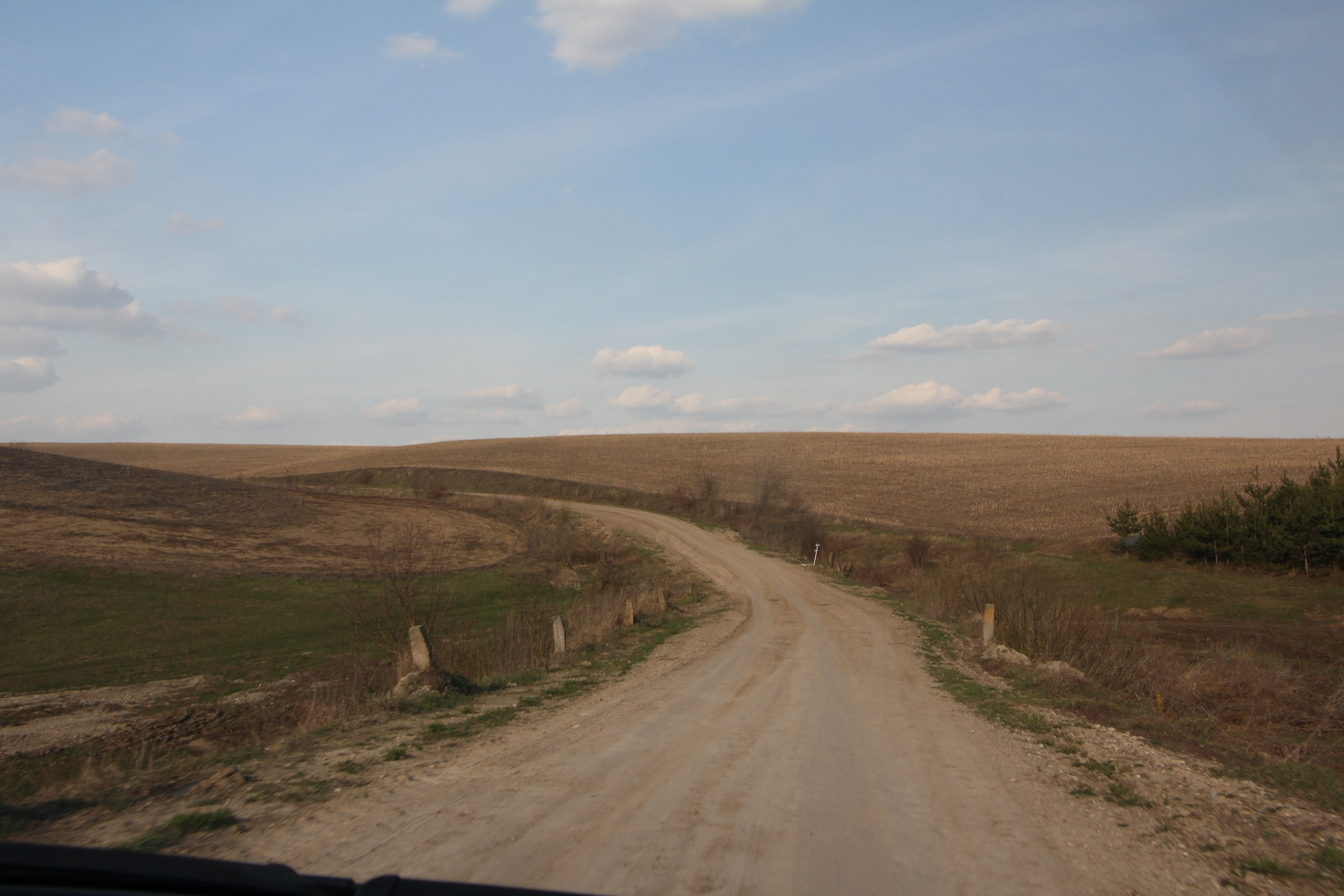
Дорога до села
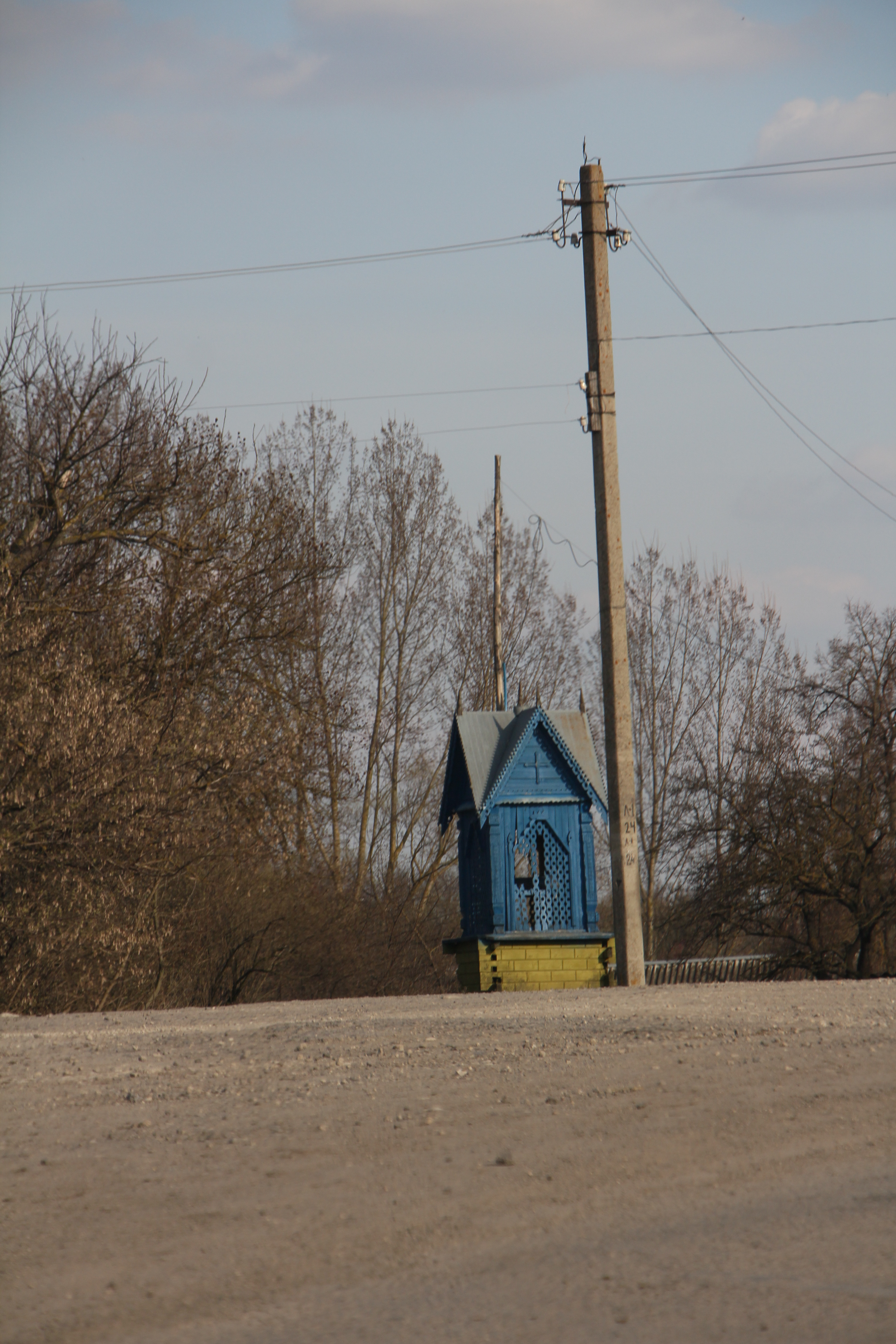
Придорожна криниця
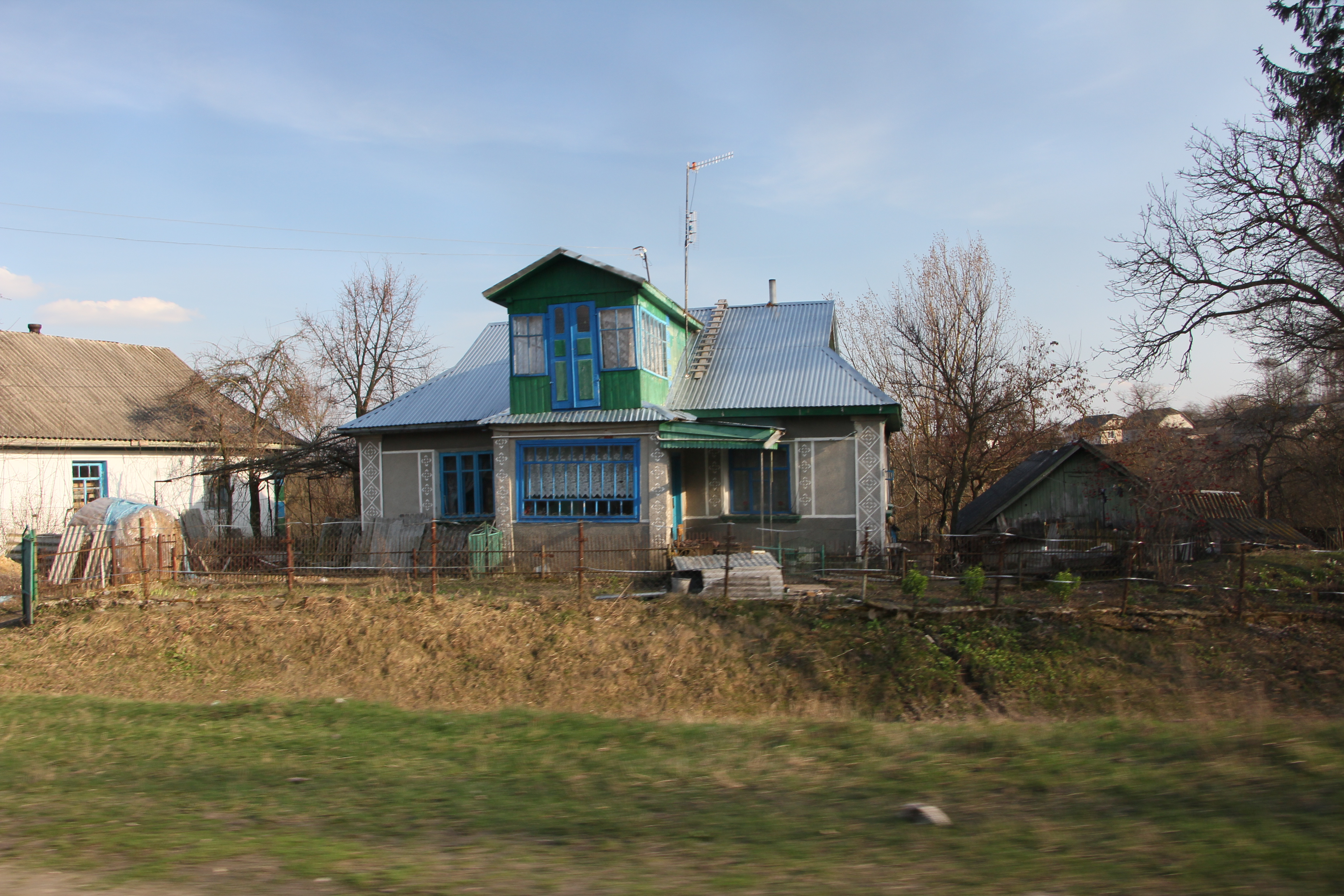
Хата в селі
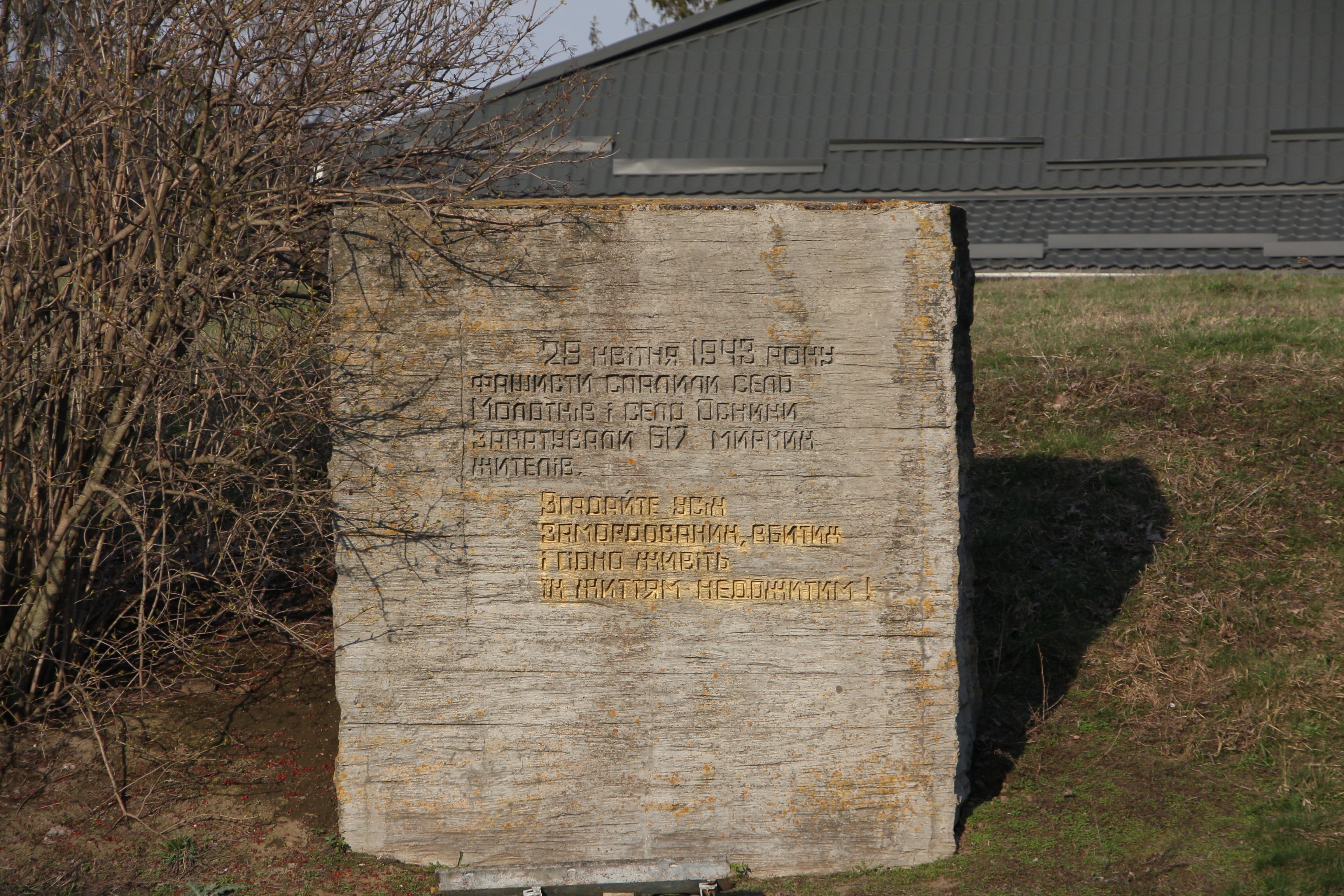
Меморіальний комплекс
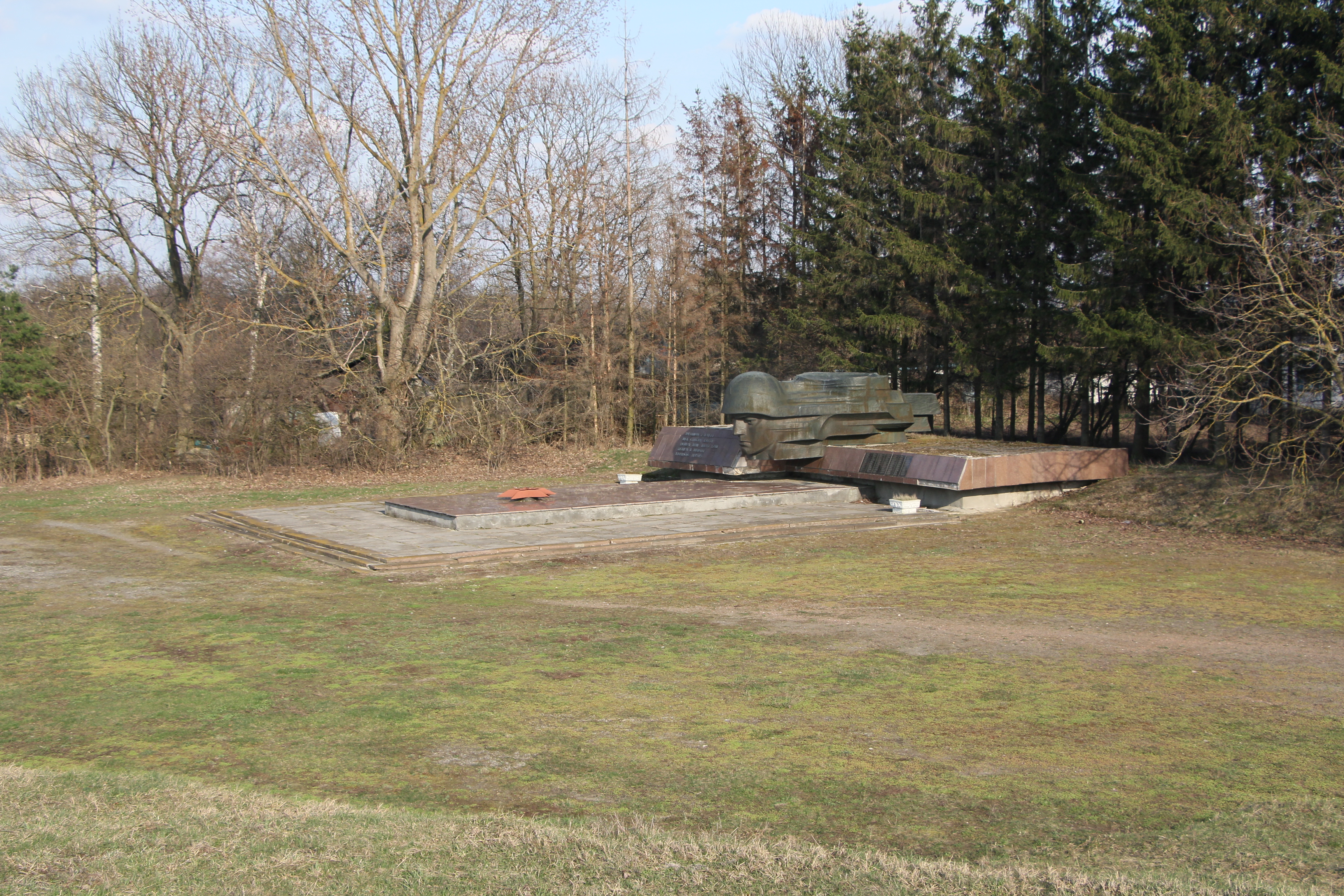
Меморіальний комплекс
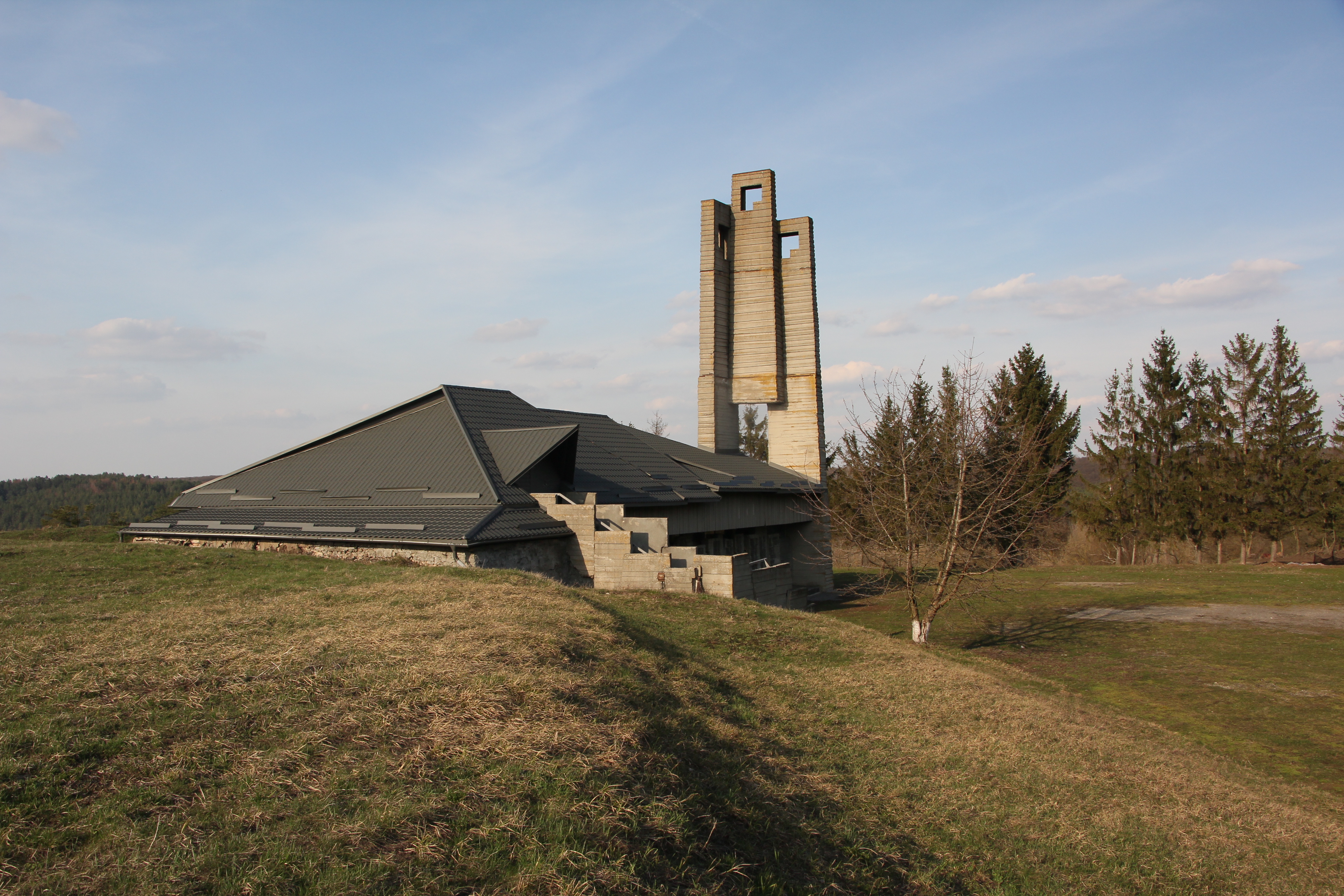
Меморіальний комплекс
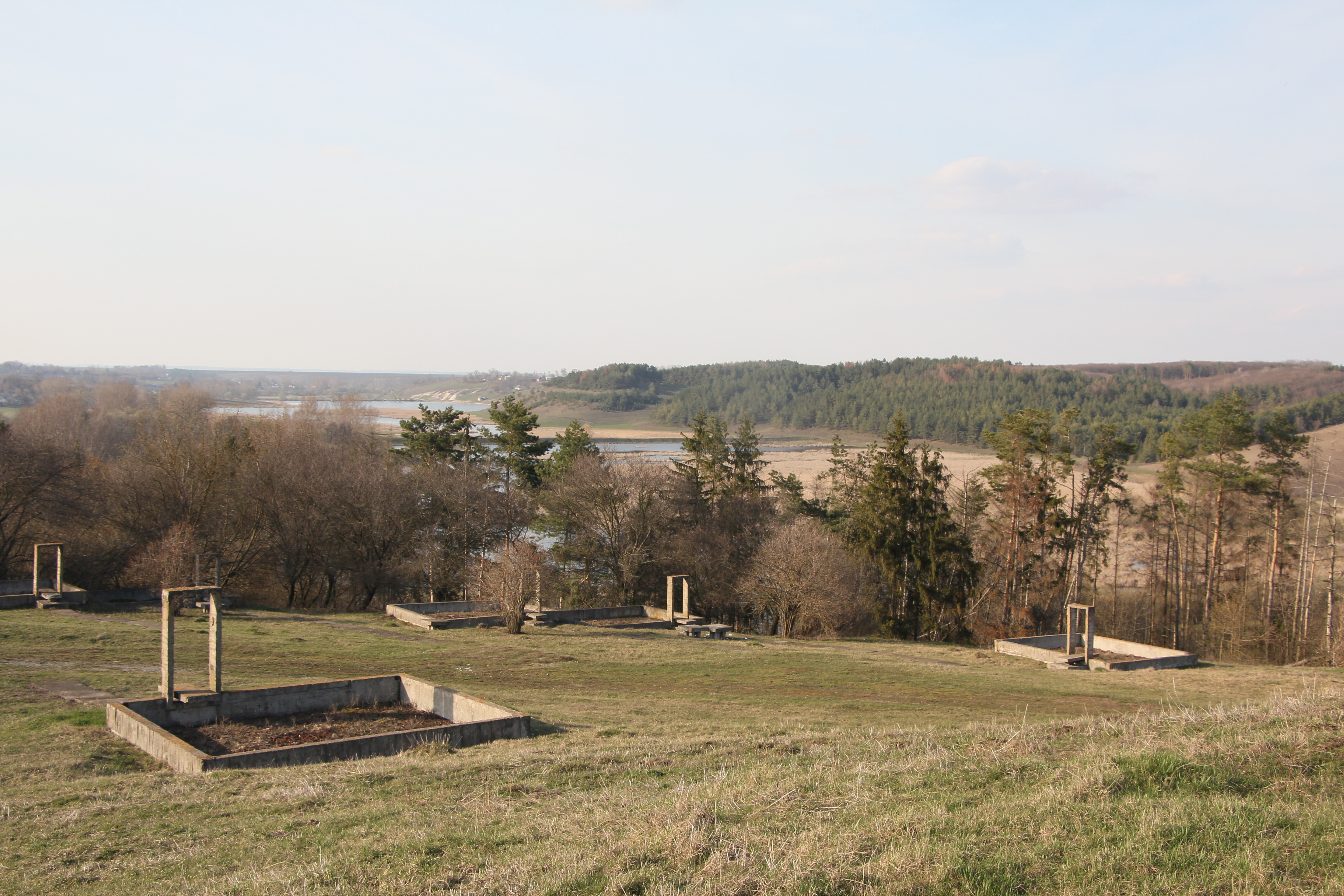
Меморіальний комплекс
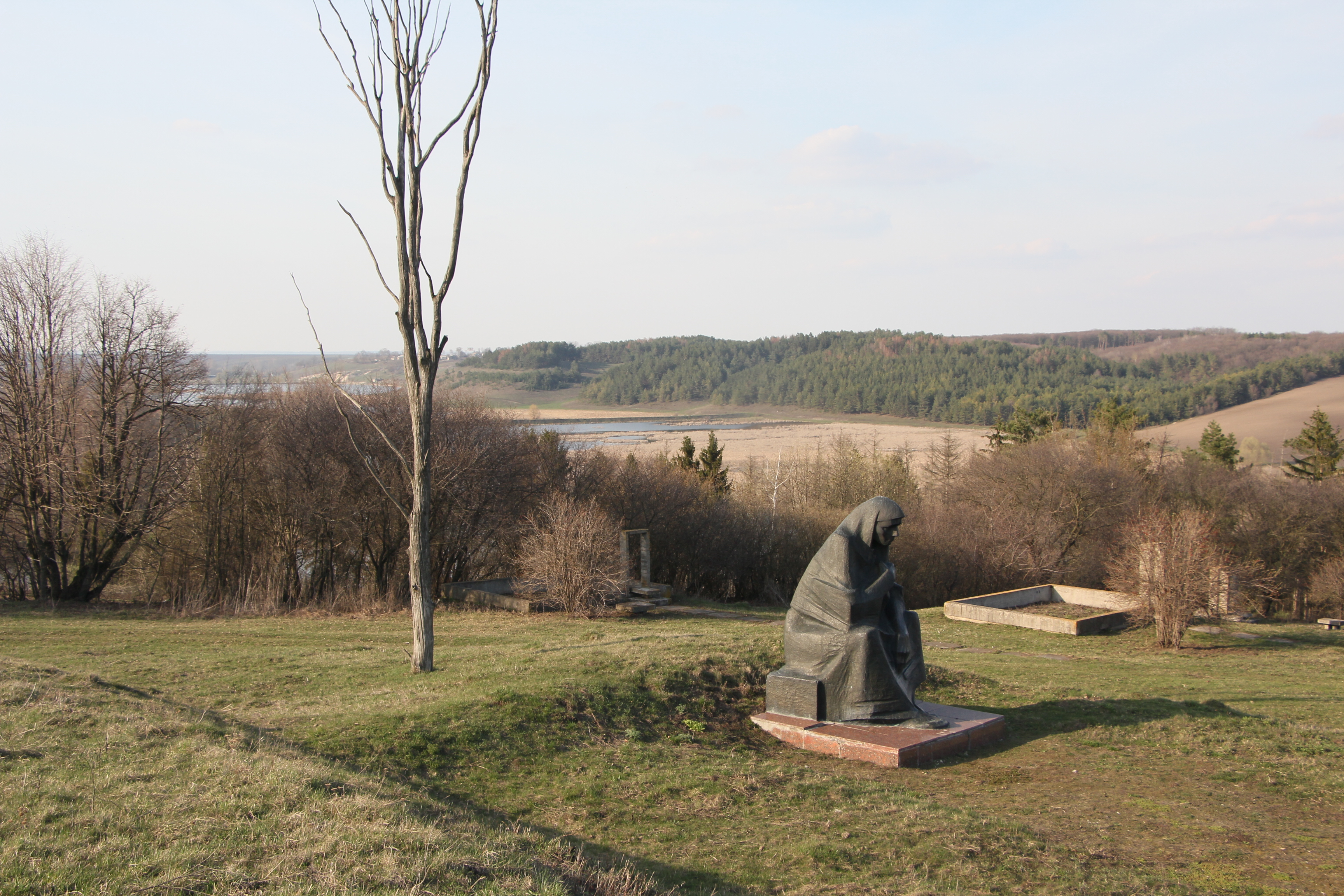
Меморіальний комплекс
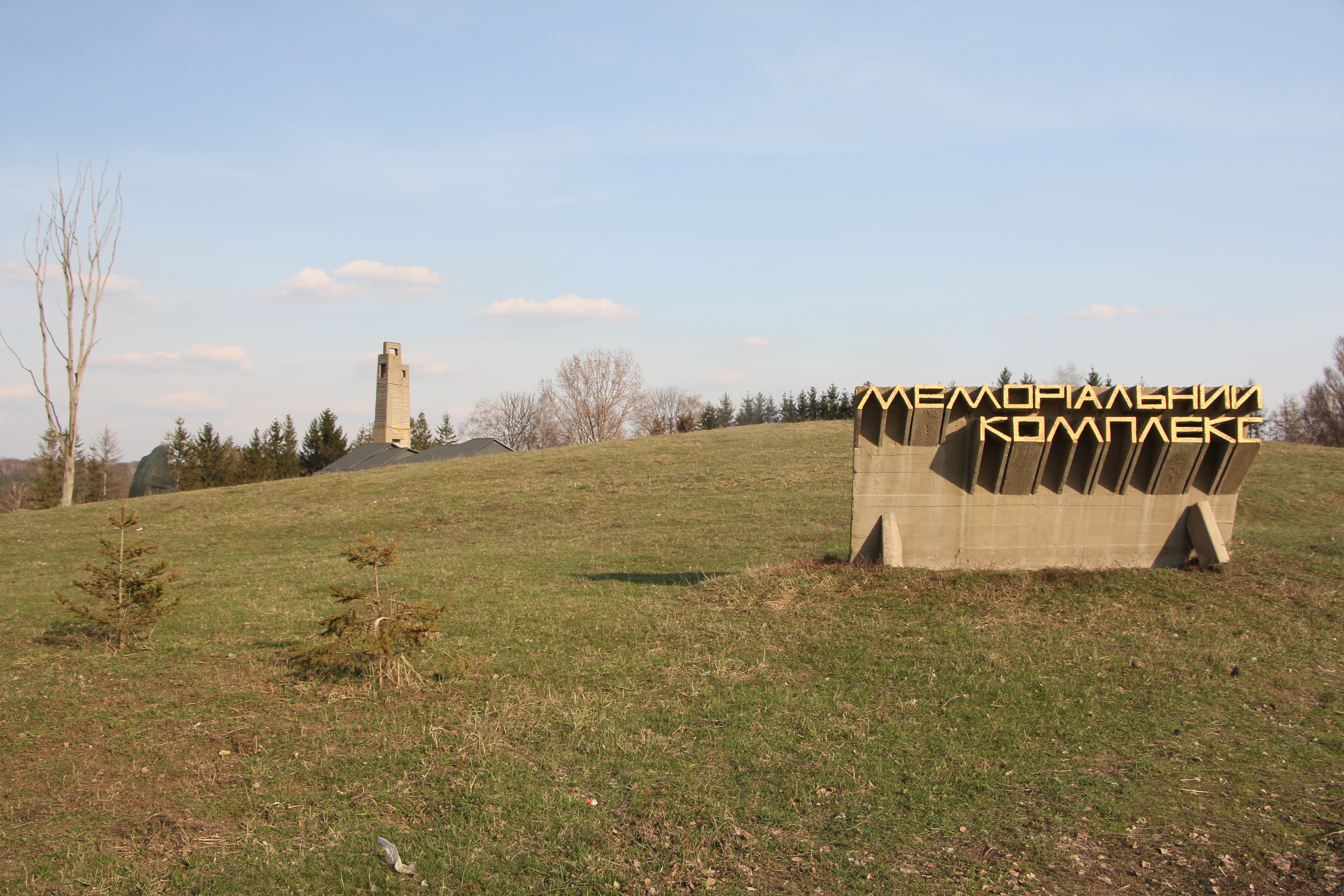
Меморіальний комплекс